# 마티아스 링만

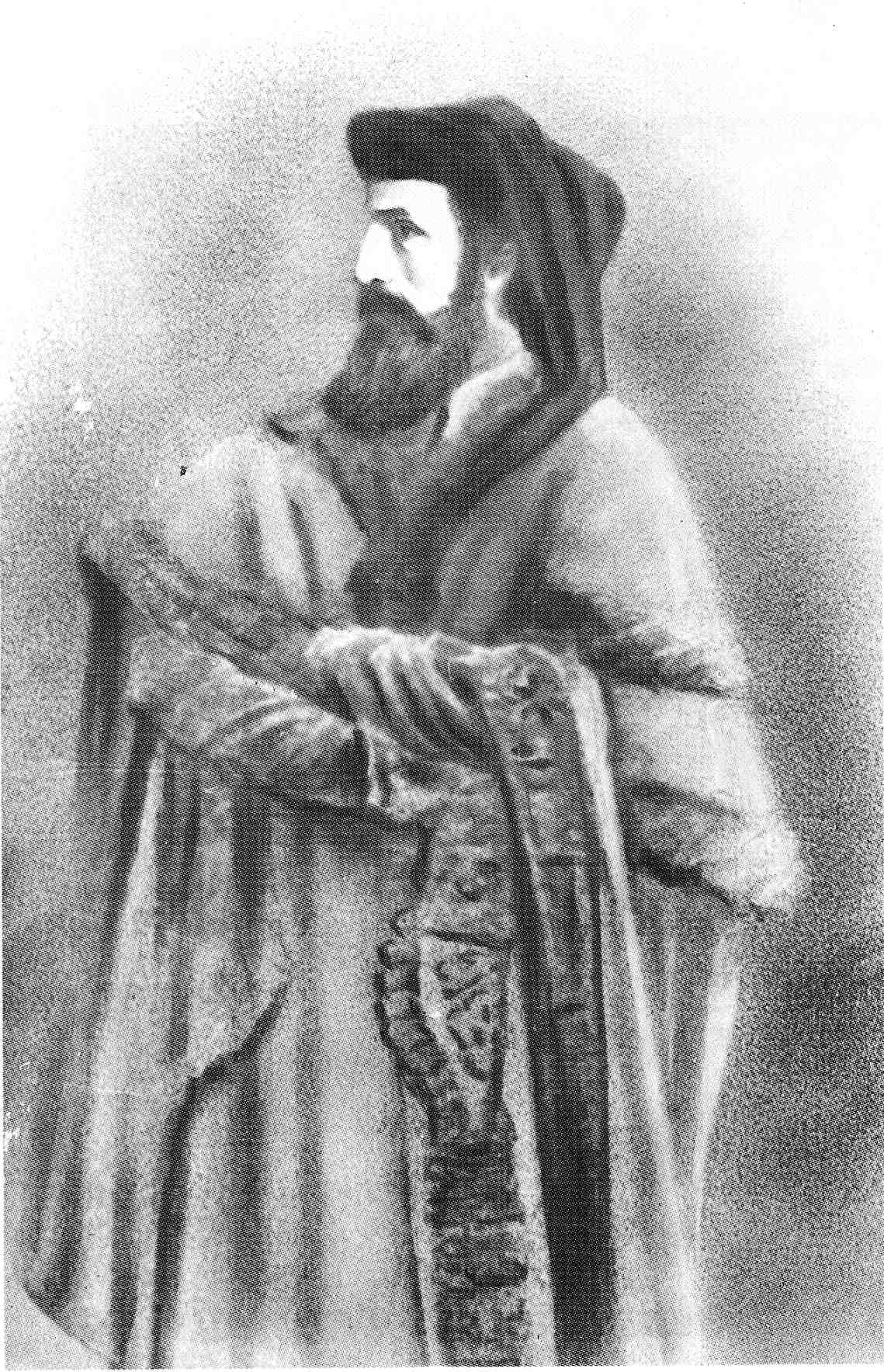
마티아스 링만. 19세기 그림

마티아스 링만(Matthias Ringmann, 1482~1511)은 독일의 지도 제작자이자 인문주의자이다. 마르틴 발트제뮐러와 함께 만든 지도에서 처음으로 아메리카라는 이름을 사용했다.